# ماكوتو أودا
ماكوتو أودا (باليابانية: 小田実) (2 يونيو 1932، أوساكا في اليابان - 30 يوليو 2007)؛ فيلسوف، كاتب، مترجم وروائي ياباني.

## الجوائز
- جائزة لوتس للأدب